# Ford B-MAX
La Ford B-Max è una monovolume di segmento B prodotta dalla casa automobilistica statunitense Ford in Europa a partire dall'inizio del 2012. Rappresenta il modello più piccolo e compatto della gamma monovolume e della famiglia MAX della Ford ed è derivata dal pianale del Ford Courier. La sua commercializzazione ha avuto termine nel 2018.

## Caratteristiche

### Debutto

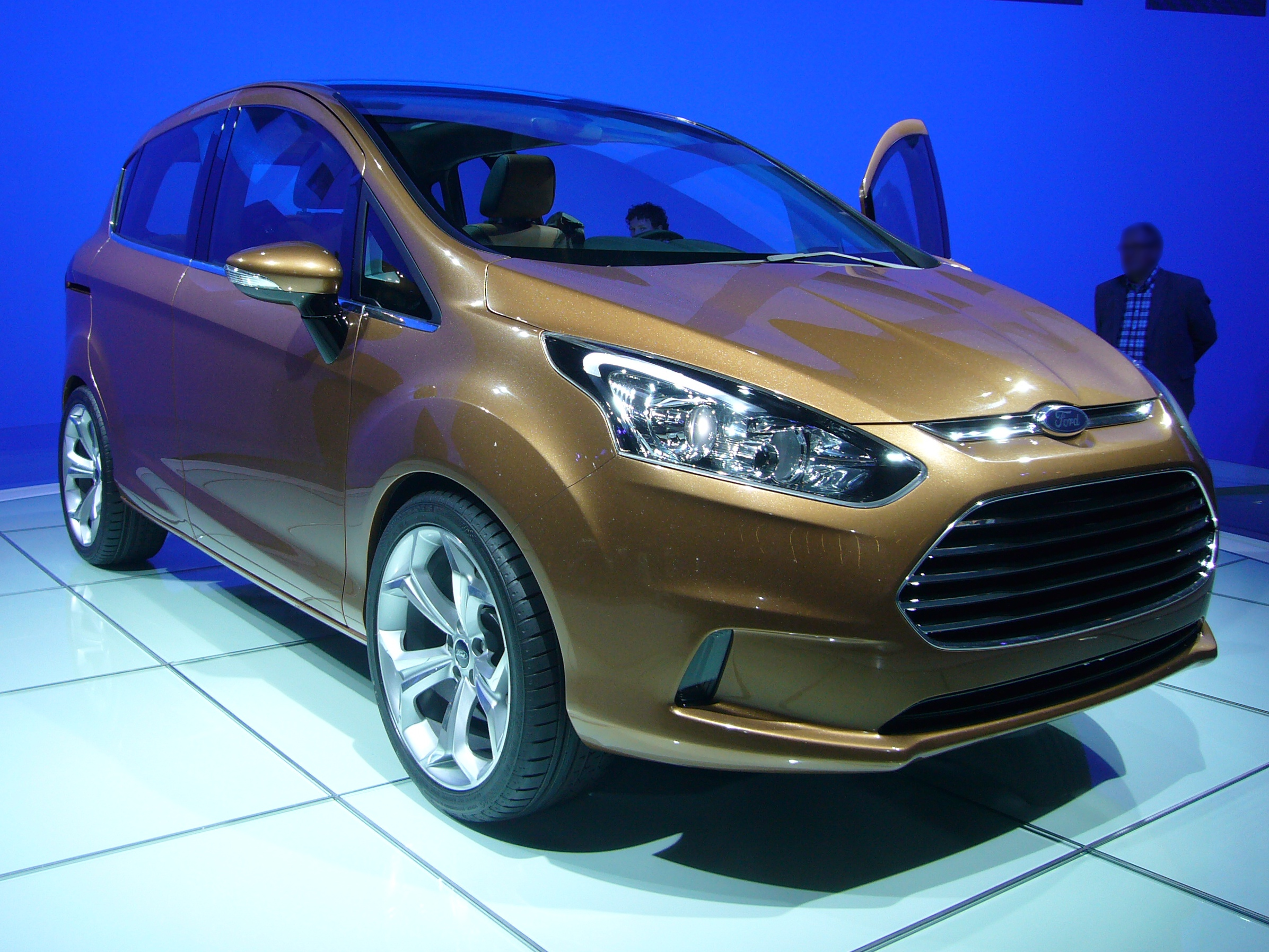
La Ford B-Max Concept esposta a Ginevra 2011

Progettata per il mercato europeo, la B-Max è stata voluta dai vertici della casa in seguito all'ottimo successo riscontrato dalle sorelle maggiori quali la C-Max nonché la S-Max, quest'ultima eletta anche Auto dell'anno nel 2007. La Ford quindi decise di proporre in piccolo la stessa filosofia della gamma monovolume "MAX" e allo stesso tempo colmare il vuoto lasciato dalla precedente Fusion abbandonando la formula di crossover cittadino rialzato. La B-Max, disegnata presso il centro stile europeo da Martin Smith, viene anticipata da un prototipo esposto al salone di Ginevra nel marzo del 2011. Il concept realizzato su pianale della Fiesta proponeva numerosi soluzioni che poi saranno adottate dalla vettura di produzione come le porte scorrevoli posteriori prive di montante B centrale (Easy Door Access System) per facilitare l'accesso all'abitacolo.
Il prototipo riscosse subito il favore del pubblico e il successivo modello definitivo differirà solo per pochi particolari (cerchi dalle dimensioni meno generose, interni dall'aspetto più tradizionale e meno scenografico). La B-Max definitiva viene presentata al Mobile World Congress di Barcellona nel 2012 e viene lanciata sul mercato nell'autunno dello stesso anno.
La produzione della vettura viene affidata all'ex stabilimento Oltcit di Craiova in Romania acquistato da Ford nel 2008 e completamente ristrutturato e rimodernato per adottare le nuove linee produttive flessibili. La produzione della B-Max parte il 25 giugno del 2012 inaugurata dall'allora Presidente della Romania Traian Băsescu.
Dopo alcune interruzioni nella produzione, dovute al periodo di crisi economica e avvenute nel 2013, è uscita dai listini Ford all'inizio del 2018, senza nessuna erede designata.

### Esterni e interni

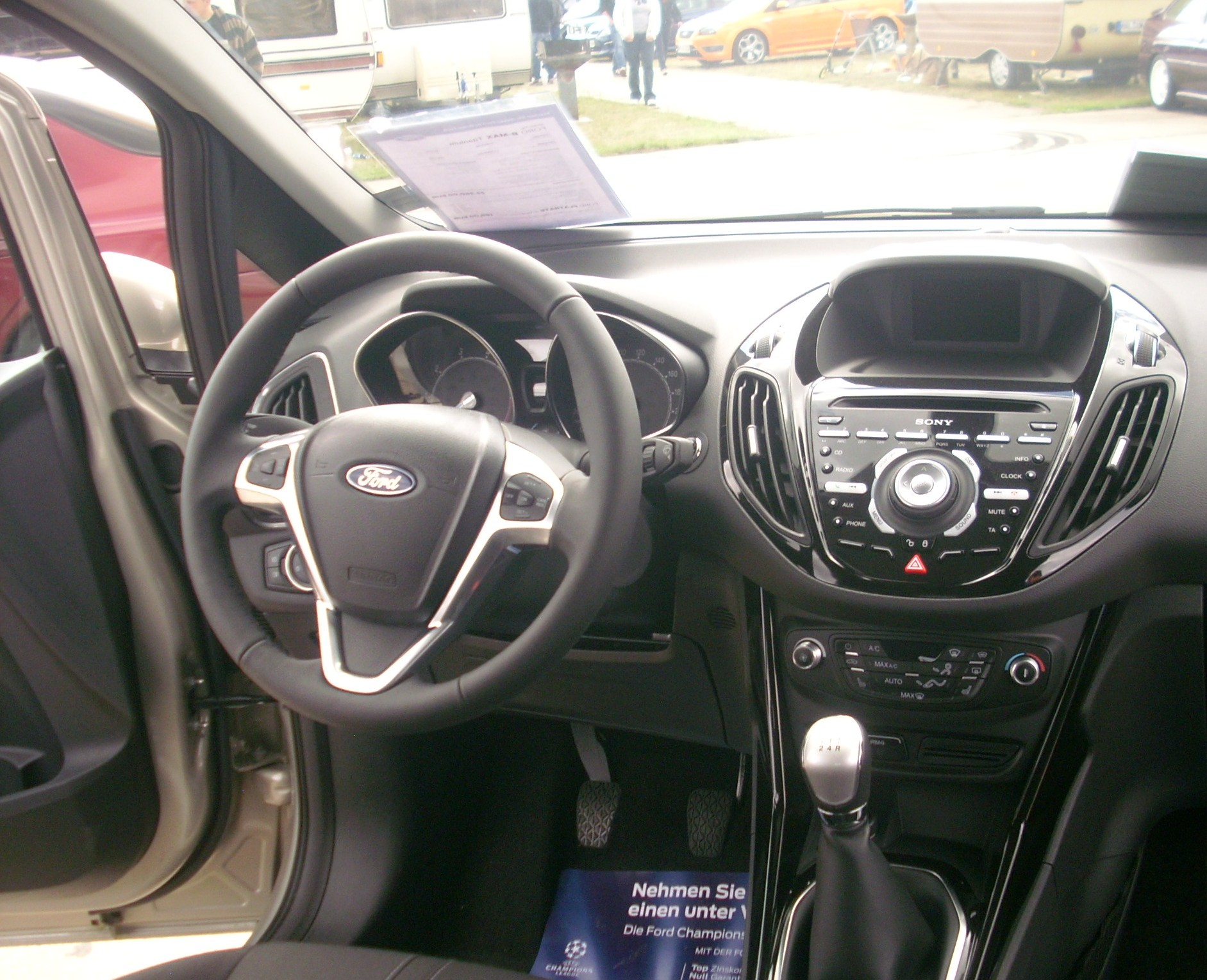
Interni di una Ford B-MAX Titanium del 2012

Stilisticamente il design riprende i tratti del recente Kinetic Design il linguaggio stilistico del gruppo Ford con numerosi particolari ispirati ai modelli Fiesta, Focus e C-Max. La calandra a trapezio anteriore si posiziona nella parte centrale del frontale, nella parte superiore è presente una mascherina di piccole dimensioni che ingloba il marchio Ford tra due baffi cromati; agli estremi i fanali a trapezio, spigolosi. Nella parte bassa del paraurti sono presenti prese d'aria che incorporano i fendinebbia. La coda quasi verticale presenta fanali spigolosi ispirati a quelli del modello C-Max. Le porte laterali scorrevoli prive di montante consentono un'apertura laterale di 1,5 metri.
La carrozzeria è lunga 4,077 metri, larga 1,751 metri e alta 1,604 metri. Gli interni presentano una plancia ampia dalle forme arrotondate (simile a quella del modello Fiesta) con sistema multimediale nella parte centrale e strumentazione con quadranti "a binocolo". Con la B-Max debutta in Europa anche il sistema di connettività Ford SYNC a comandi vocali con funzione “Emergency Assistance”. I sedili posteriori inoltre sono reclinabili e consentono di caricare oggetti lunghi fino a 2,34 metri.

### Meccanica
Il pianale di base è lo stesso della Ford Fiesta (generazione '08) con passo di 2,489 metri, la trazione anteriore e il motore in posizione anteriore-trasversale. Il telaio adotta sospensioni anteriori a ruote indipendenti con schema MacPherson e posteriori a ruote interconnesse da assale torcente e barra stabilizzatrice. La carrozzeria viene realizzata in acciai alto-resistenziali misti ad acciai tradizionali. Sottoposta ai crash test EuroNCAP nel 2012 la B-Max ha ottenuto il punteggio complessivo di 5 stelle con protezione degli adulti pari al 92%, protezione bambini dell'84%, investimento pedoni 67% e dispositivi tecnologici 71%.
I motori sono sei, tre a benzina, due a gasolio e uno a GPL proposti col cambio manuale a cinque rapporti o cambio automatico a sei rapporti:
- 1.0 EcoBoost Turbo da 100 CV e 125 CV;
- 1.4 Duratec da 90 CV;
- 1.6 Duratec da 105 CV;
- 1.5 TDCI da 75 CV;
- 1.6 TDCI da 95 CV;

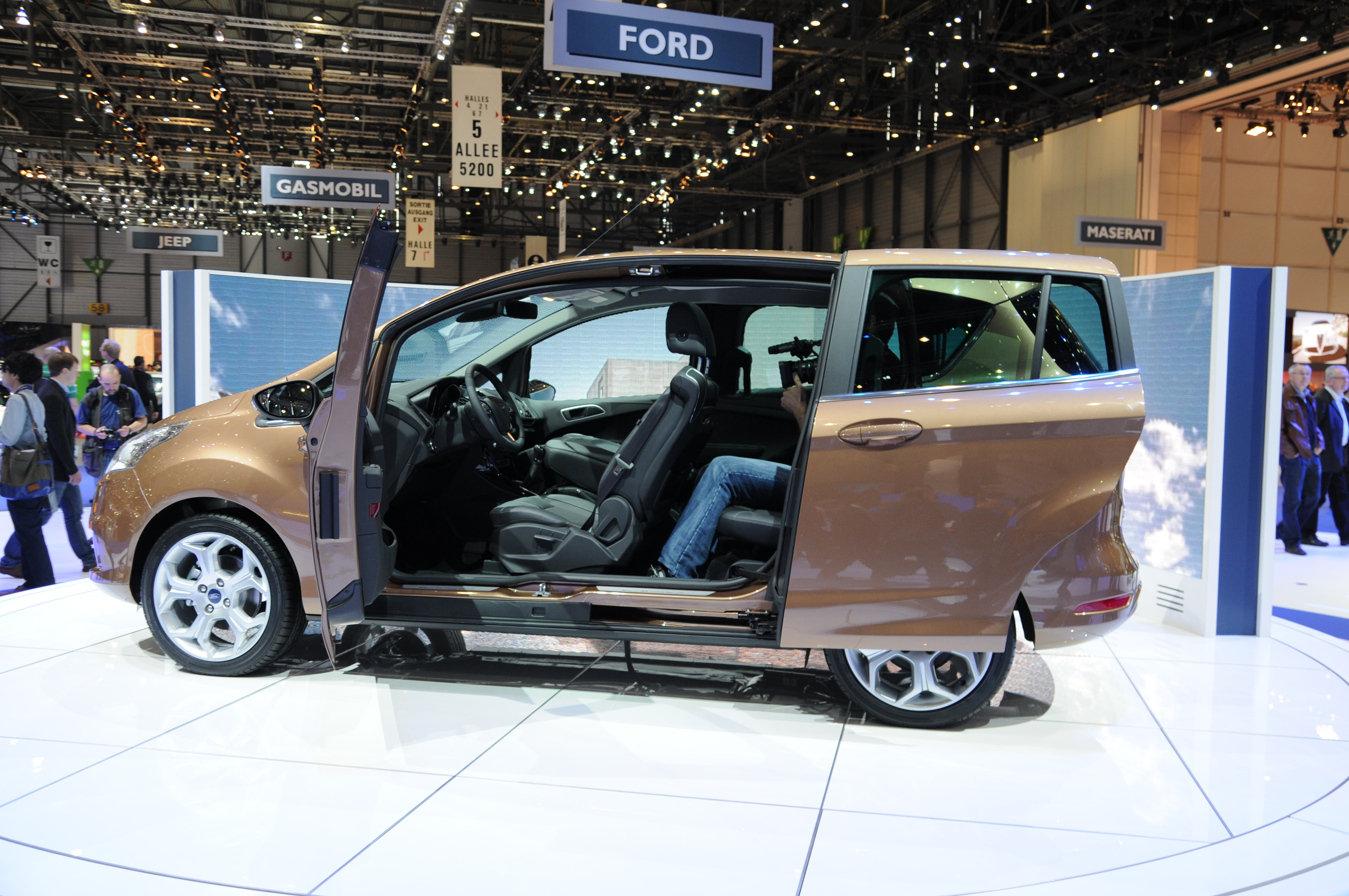
Vista laterale di una B-Max; notare l'assenza del montante centrale integrato nelle portiere

Il motore 1.0 EcoBoost a benzina è un tre cilindri turbo con fasatura variabile che eroga 100 cavalli (74 kW) (oppure 125 cavalli nello step più potente disponibile sui mercati esteri abbinato a un cambio manuale a 6 rapporti) ed è accoppiato al cambio manuale a 5 rapporti. Si tratta del propulsore più piccolo appartenente alla famiglia Ford EcoBoost disponibile dal fine 2012 anche sulla Fiesta (versione restyling). Eroga 169 Nm (la versione da 100 cavalli) di coppia massima a 1.400 giri al minuto ed è omologato Euro 6.
Il motore benzina 1.4 Duratec è un classico quattro cilindri aspirato a iniezione elettronica con distribuzione sedici valvole erogante 90 cavalli (66 kW); il motore (che equipaggia e ha equipaggiato numerosi modelli della gamma Ford come la Fiesta, la precedente Fusion nonché la Focus) eroga 127 Nm di coppia massima, accoppiato al cambio manuale a 5 rapporti è omologato Euro 6. È il propulsore a benzina meno potente in listino. Questo modello è disponibile anche nella versione combinata GPL 87 CV (64 kW).
Il 1.6 Duratec alimentato a benzina è un quattro cilindri aspirato a iniezione elettronica con fasatura variabile TI-VCT erogante 105 cavalli (77 kW) di potenza massima con distribuzione sedici valvole. Ampiamente collaudato e disponibile su molti modelli della gamma Ford, questo 1.6 sulla B-Max è abbinato unicamente al cambio automatico a doppia frizione Powershift a sei rapporti. Eroga 150 Nm di coppia massima.
Il motore 1.5 Duratorq TDCI è un quattro cilindri common rail 16V omologato Euro 6 con  filtro antiparticolato (DPF). Prodotto in India, questo 1.5 è stato sviluppato interamente da Ford partendo dal più grande e noto 1.6 TDCI (di origine PSA-Ford). Eroga 75 cavalli (55 kW) con 190 Nm di coppia massima. È abbinato alla trasmissione manuale a 5 rapporti.
Il motore 1.6 Duratorq TDCI 16V (appartenente alla famiglia DLD-416 codice DV6ATED4 sviluppato dal gruppo PSA e Ford) è un quattro cilindri   common rail che rispetta la norma antinquinamento Euro6 con filtro antiparticolato (DPF) ed eroga 95 cavalli (70 kW) abbinato a un cambio manuale a 5 rapporti. La coppia massima è di 216 Nm.

## Motorizzazioni
| Modello             | Disponibilità       | Motore      | Cilindrata (cm³) | Potenza        | Coppia max (Nm) | Emissioni CO2 (g/km) | 0–100 km/h (secondi) | Velocità max (km/h) | Consumo medio (km/l) |
| 1.0 EcoBoost 100 CV | dal debutto         | Benzina     | 999              | 74 Kw (100 Cv) | 170             | 114                  | 13.2                 | 175                 | 20                   |
| 1.0 EcoBoost 125 CV | dal 2013            | Benzina     | 999              | 92 Kw (125 Cv) | 170             | 114                  | 11.2                 | 189                 | 20                   |
| 1.4 90 CV           | dal debutto         | Benzina     | 1388             | 66 Kw (90 Cv)  | 125             | 139                  | 13.8                 | 171                 | 15.8                 |
| 1.6 105 CV          | dal debutto         | Benzina     | 1596             | 77 Kw (105 Cv) | 150             | 149                  | 12.1                 | 180                 | 15                   |
| 1.5 TDCi 75 CV      | dal 2013            | Diesel      | 1498             | 55 Kw (75 Cv)  | 185             | 109                  | 16.5                 | 157                 | 23                   |
| 1.5 TDCi 95 CV      | dal 2015            | Diesel      | 1498             | 70 Kw (95 Cv)  | 215             | 103                  | 13.9                 | 173                 | 23                   |
| 1.6 TDCi 95 Cv      | dal debutto al 2015 | Diesel      | 1560             | 70 Kw (95 Cv)  | 215             | 104                  | 13.9                 | 173                 | 23                   |
| 1.4 90 CV GPL       | dal 2013            | Benzina/GPL | 1388             | 66 Kw (90 Cv)  | 125             | 142                  | 13.8                 | 171                 | 15.8                 |